# Streuflingskopf

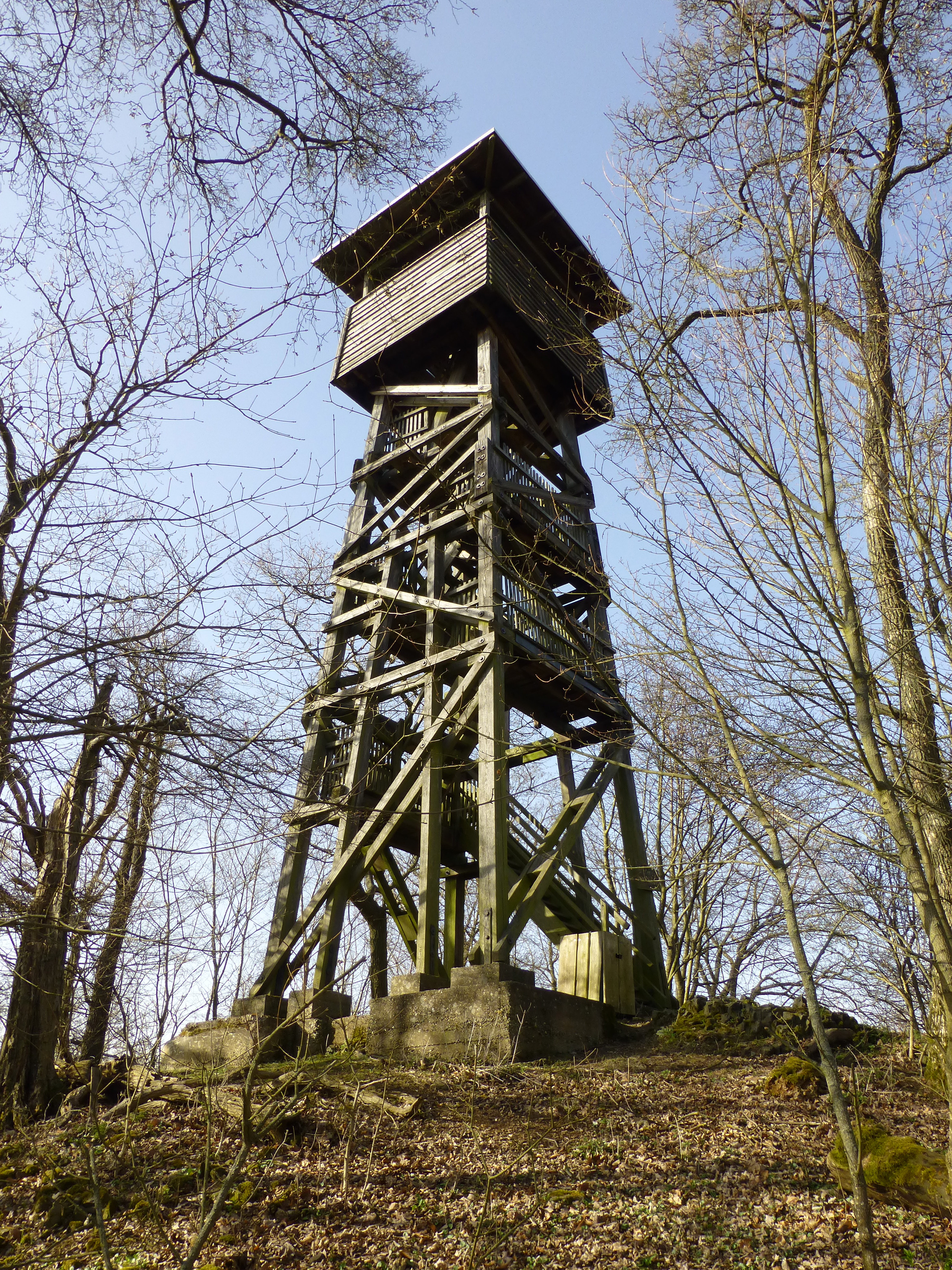
Aussichtsturm auf dem Streuflingskopf

Das Streuflingskopf ist ein 413 m ü. NHN hoher Berg im Nordteil des Knüllgebirges im nordhessischen Schwalm-Eder-Kreis (Deutschland). Auf ihm liegt der Wildpark Knüll mit dem Aussichtsturm Streuflingskopf.

## Geographie

### Lage
Das Streuflingskopf erhebt sich in der Gemarkung der Stadt Homberg etwa 5 km (Luftlinie) südsüdöstlich der Homberger Kernstadt und unmittelbar östlich von deren Stadtteil Rodemann. Etwas ostnordöstlich liegt Schellbach (zu Knüllwald), südlich Allmuthshausen und nordwestlich Waßmuthshausen (beide zu Homberg). Direkt westlich vorbei am Berg, der sich im Waldgebiet Seckenhain befindet, fließt der Ohebach-Zufluss Rinnebach.

### Naturräumliche Zuordnung
Der Streuflingskopf gehört in der naturräumlichen Haupteinheitengruppe Osthessisches Bergland (Nr. 35) und in der Haupteinheit Knüll- und Homberger Hochland (356) zur Untereinheit Westliches Knüllvorland (356.0).

## Schutzgebiete
Auf dem Streuflingskopf liegen Teile des Landschaftsschutzgebiets Oberes Rinnetal (CDDA-Nr. 378652; 1975 ausgewiesen; 21,8507 km² groß) und solche des Vogelschutzgebiets Knüll (VSG-Nr. 5022-401; 269,5731 km²).

## Wildpark Knüll mit Aussichtsturm
Besonders auf der Südflanke des in seinen Hochlagen bewaldeten Streuflingskopfs liegt der 1968 auf Anregung von August Franke gegründete und etwa 50 ha große Wildpark Knüll, der mit seinen etwa 450 Tieren aus 40 zumeist heimischen Arten beliebtes Ausflugsziel ist.
Auf dem Berggipfel steht, innerhalb des Wildparks, ein 13 m hoher hölzerner Aussichtsturm, von dessen auf  10,5 m Höhe liegender überdachter Plattform die Aussicht unter anderem in das Rinnebachtal, auf umliegende Dörfer und Berge des Knüllgebirges und sogar bis zum Kellerwald fällt.